# Stormhattsfjädermott
Stormhattsfjädermott (Amblyptilia punctidactyla) är en fjärilsart som beskrevs av Adrian Hardy Haworth 1811. Stormhattsfjädermott ingår i släktet Amblyptilia och familjen fjädermott. Arten är reproducerande i Sverige. Inga underarter finns listade i Catalogue of Life.

## Kännetecken
Vingbredd 18–23 mm. Framvingarna, marmorerade, vitpudrade och med mörkare teckning. I framkanten med en mörkbrun, triangelformad fläck. Över båda flikarna en ljus tvärlinje. Bakvingeflikens fjälltand tydligt utanför mitten av vingen.

## Liknande arter
Arten skiljer sig från Stinksyskefjädermott, (Amblyptilia acanthadactyla),  genom bakvingeflikens fjälltand som finns utanför vingens mitt samt bredare framvingar och större vita fläckar.

## Flygtid
Två generationer april till oktober. 

## Förekomst
Fjärilen flyger allmänt i de flesta miljöer.  

## Biologi
Larven är ljusgrön med vita längslinjer och brunt huvud. Den lever på blommor och blad av många olika örter, förpuppning i ett löst spinn på näringsväxten. 

## Värdväxter
Stormattar (Aconitum), Akelejor (Aquilegia), Skatnävor (Erodium), Puktörnen (Ononis), Salvior (Salvia) och Syskor (Stachys).

## Utbredning
Påträffad allmänt från Skåne till Torne lappmark. I övriga Norden finns den i Danmark, Norge och Finland.

## Bildgalleri

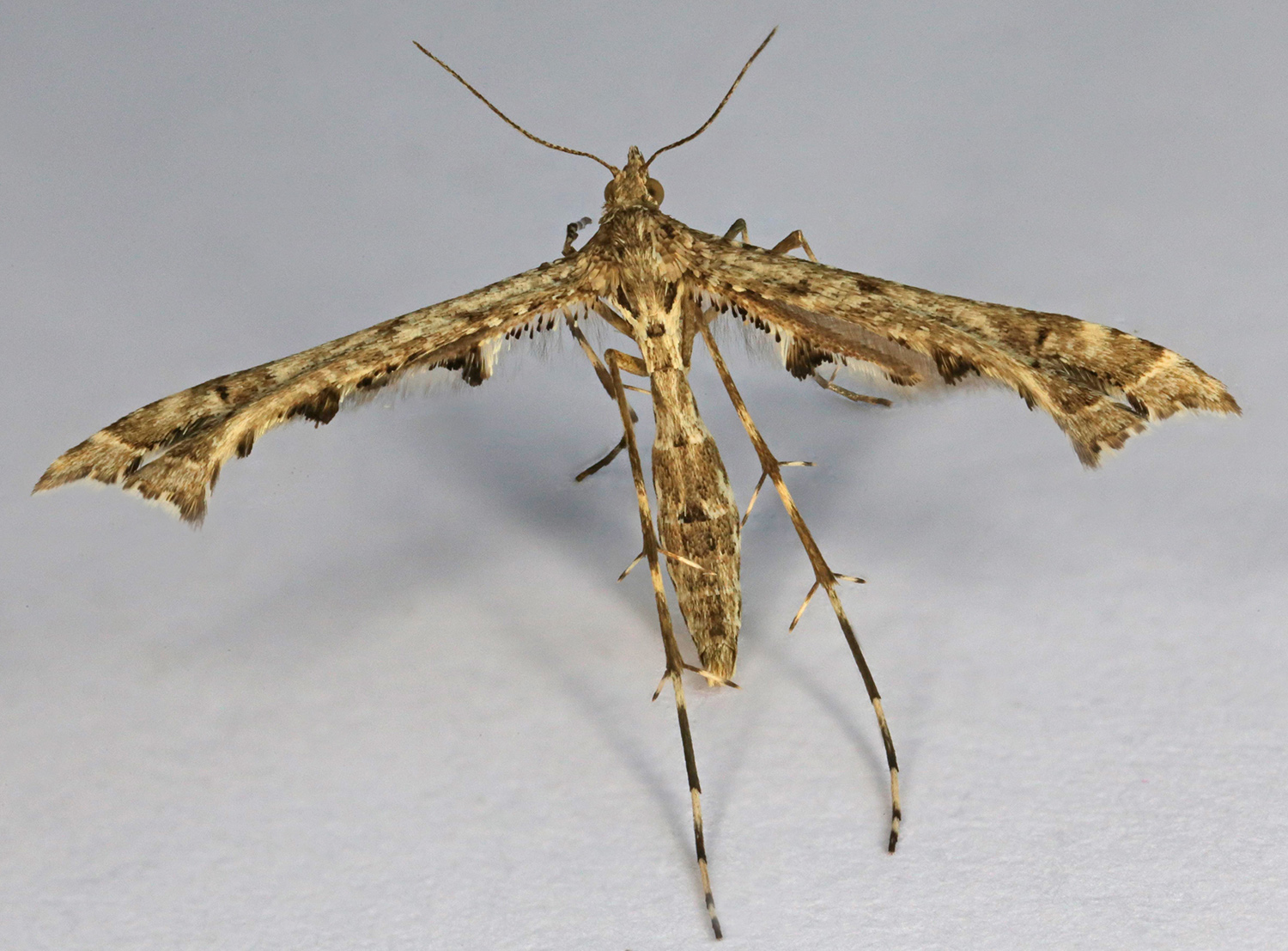
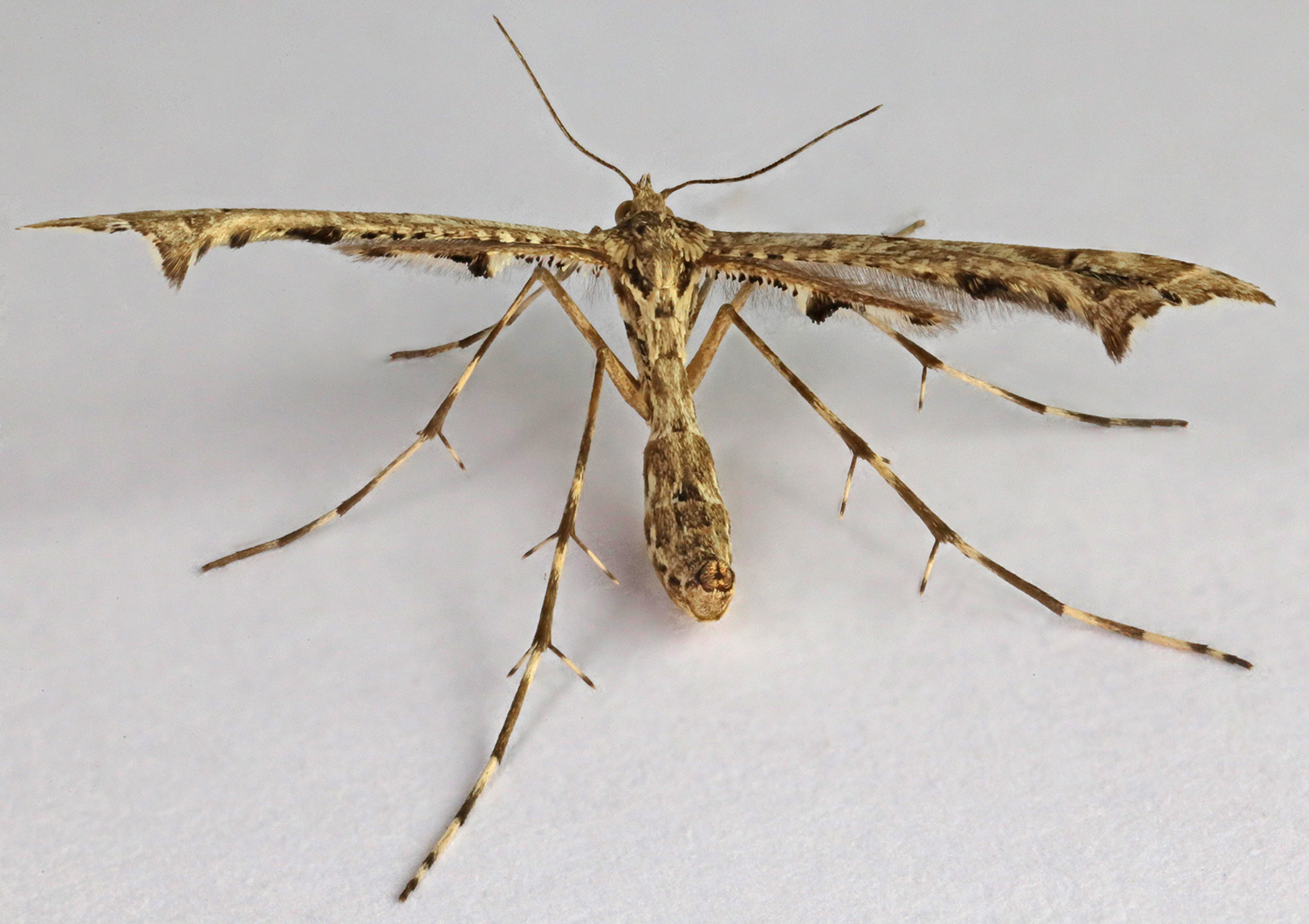